# Tibeti terrier
Nevével ellentétben a tibeti terrier nem terrier. FCI besorolása szerint társasági kutya, eredetét tekintve munkakutya.
Napjainkban szinte kizárólag kedvencként tartják, terelésre, jelzésre csak hazájában alkalmazzák.

## Megjelenés
Közepes méretű, hosszúszőrű, kvadratikus (négyzetes) felépítésű, masszív csontozatú kutya. Farkát a hátára kunkorítva hordja. Szemei sötétbarnák, orra fekete. Szőrzete kettős rétegű, az aljszőr puha, a fedőszőr dús, egyenes vagy enyhén hullámos. Minden szín megengedett kivéve a csokoládé és a májbarna. Utóbbi szőrszínek barna orral és gyakran zöld szemmel párosulnak. Az ilyen színezetű tibeti terrierek tenyésztése nem javasolt.
Marmagasság: ~35–40 cm, Testtömeg: 10–14 kg. Életkor: 15-18év.

## Eredet
A tibeti fajták eredete több ezer évre vezethető vissza, fejlődésük teljes története valószínűleg soha nem lesz ismeretes. A tibetiek vallása szerint a reinkarnáció során az ember kutyaként ismét visszatérhet a földre, ez meglehetősen nagy tiszteletet hozott ezeknek az állatoknak. A lélek eme hordozójának megölése vagy eladása súlyos bűnnek számított. Különös tisztelet jeleként kivételként szabad volt ajándékba adni kutyát, mint szerencsehozó jószágot. A régi hit következményeként a láma tehát apró, főképpen fehér vagy aranyszínű kölyköket kapott a pásztoroktól ajándékként. Ugyanakkor a szerzetesek az alom nagyobb példányait odaajándékozták a pásztoroknak cserébe, hogy azok élelemmel lássák el őket. Míg a tibetiek a bozontos, hosszú szőrű kis kutyákat „apso”-nak nevezték (jelentése: sok-sok szőrrel fedett), anélkül, hogy közelebbről meghatározták volna a különbséget, addig ma két vonalat különböztetünk meg: a nagy (tibeti terrier) és a kicsi apsót (lhasa apso). A terrier név félreértésekhez vezet, mert sem jelleme, sem tulajdonságai alapján nincs benne semmi terrierszerű. Dr. Agnes R. H. Greig angol doktornőnek köszönhetjük, hogy a fajta eljutott Európába. 1922-ben Cawnpore-ban egy befolyásos tibeti férfi feleségén végzett sikeres műtétet. A család hálája jeléül egy tibeti terrier szuka kölyökkel ajándékozta meg, akit Buntinak hívtak. Még Indiában született meg az első alom, 1924. karácsonyán. 1926-ban érkezett az első három tibeti terrier Angliába, Bunti és két kölyke. Dr. Agnes Greig édesanyja, Mrs. A. Renton Greig alapította ezzel a három kutyával a híres Ladkok kennelt. Később még érkeztek tibeti terrierek Indiából. Az első alom Angliában 1927-ben született, a legtöbb Európában élő tibeti terrier ezen kutyák leszármazottja. Magyarországra az első tibeti terrier a’80-as években érkezett. Az első alom 1988-ban született Molnárné Lángi Éva Dsans-Blun nevű kennelében. Több győztes és kennelalapító kutya került ki innen.

## Jellem
Valószínűleg a nomádokkal való szoros együttélés folytán alakultak ki a tibeti terrier máig megmaradt csodálatos tulajdonságai. Ez a fajta rendkívül intelligens, alkalmazkodóképes, kitartó és nagyon jó túlélő. A legfontosabb számára „falkája”, a család. A Tibeti-fennsíkon embernek, állatnak egyaránt meg kell küzdenie a természet erőivel a túlélésért. Ezt csak összehangolt együttműködéssel lehet elérni. Ennek alapja a feltétlen bizalom. A nomádok nyugodtan a kutyáikra bízhatták málhás állataik irányítását, nyájuk terelését, sátraik őrzését, sőt még gyermekeik felügyeletét is. Innen maradhatott fenn rendkívül jó jelzőkészsége is. Ezt hangos, rövid ugatással teszi szokatlan zaj esetén, illetve idegenek érkezésekor. Feleslegesen nem ugat, csak ha közölni szeretne valamit. Alkalmazkodó képességének köszönhető, hogy egyaránt hű társa egyedül élő idős embernek illetve sportos, aktív fiatal gazdinak és a gyerekeknek is fáradhatatlan játszótársa. Nagyon szeret utazni, gyorsan feltalálja magát idegen helyeken. Így utazni, nyaralni, „telelni” is nyugodtan magunkkal vihetjük. A legtöbb tibeti terrier imádja a havat. Jókat kergetőznek, hemperegnek benne.A tibeti terriernek az a fontos, hogy a gazdájával lehessen. Kiegyensúlyozottságából adódóan nyugodtan fekszik a gazdi lába mellett, amíg az dolgozik, de mindig figyel, bármikor képes a játékra. Szeretnek labdázni, kergetőzni a gazdival. Mozgékonyságának és gazdijával való harmonikus kapcsolatának köszönhetően sikeres agility kutyák válhatnak belőlük. Fáradhatatlan játékossága idős koráig megmarad. Idősen is ugyanolyan vidámak és szórakoztatóak, mint a kölykök. Békés, barátságos kutyák, akik szeretnek odabújni a gazdához, de egyben arisztokratikus személyiségek is, büszkeséggel telve. De a szemük elárulja őket, mert a játékosság, huncutság mindig megcsillan benne. Természetesen mindezen jellemzői csak akkor mutatkoznak meg, ha egyenrangú félként kezeljük. Kényszerre és parancsolgatásra makacssággal válaszol. Nem tesz meg semmit, amit nem ért. Ugyanúgy beszélni kell vele, mint ahogyan két ember beszélget. Szeret hallgatózni és mindenről tudni akar, de nem tolakodóan kíváncsi. Az idegenekkel udvarias, de velük szemben zárkózott marad, amíg jobban megismerik egymást.

## Egészség
Egészséges fajta, de néhány öröklődő betegség előfordul a tibeti terriernél is. A tenyésztésbe vont tibeti terriereknél érdemes elvégeztetni a szűrővizsgálatokat ezekre a betegségekre, mivel mind az európai, mind a magyar állományban előfordulnak.
A tibeti terrier átlagéletkora 12-16 év.

### Öröklődő betegségek

#### Katarakta - szürkehályog
Minden, a szemlencse átlátszóságát csökkentő elváltozást kataraktának nevezünk. A veleszületett katarakta vagy öröklődő, vagy a vemhesség alatt történt méhen belüli károsodás eredménye lehet. Ezt a kettőt elkülöníteni vagy nehéz, vagy sokszor lehetetlen. Ezért a katarakta diagnosztizálása esetén biztos, ami biztos, az egyedet kizárják a tenyésztésből.

#### Progresszív retina-atrófia (PRA)
PRA alatt a retina többféle degeneratív elváltozását értjük, amely öröklődő, kétoldali, progresszív (= fokozatosan előrehaladó), és végeredményképpen vaksághoz vezethet. A tünet lehet farkasvakság (esti), amit a tulajdonos gyakran észre sem vesz. A nappali vakság kialakulásáig hónapok vagy akár évek is eltelhetnek, esetleg a kutya életében teljesen ki sem alakul. A szembeli elváltozás kétoldali, általában szimmetrikus. A szemfenéken diffúz hiperreflexiós területek észlelhetők. A retina ereinek száma és átmérője megcsappan. Esetenként pigmenthalmok, de gyakrabban pigmenthiányos területek, a PRA késői szakaszában a látóidegfő sorvadása látható.

#### Csípőízületi diszplázia (HD)
A diszplázia (dysplasia) görög eredetű szó, rendellenes fejlődést jelent. A csípőízület gömbízület, mely a tér minden irányába nagyfokú mozgathatóságot biztosít. A csípőízület esetében a diszplázia azt jelenti, hogy az ízületi felületek többé-kevésbé pontatlanul illeszkednek egymáshoz (a combcsontfej a medencecsont ízületi gödrébe), vagy az ízület laza. Ennek következtében a terhelés során az ízületet alkotó képletekre (csont, porc, szalagok, ízületi tok, stb.) akár több, mint tízszeresére megnövekedett erők hatnak, s ezek az ízület fájdalmához, hosszabb távon elfajulásához vezetnek. 
A kölykök többnyire egészséges csípővel születnek, a nemkívánatos eltérések a fejlődés során genetikailag kódoltan, ill. másodlagosan, az ízfelszínek pontatlan illeszkedése következtében alakulnak ki. Az elváltozásokért több, nem domináns (recesszív) gén felelős.